# Assedio di Zara (1202)
L'assedio di Zara, durato dal 10 al 23 novembre 1202, fu la prima azione della quarta crociata e il primo attacco contro una città cattolica da parte di crociati.

## Antefatto
Papa Innocenzo III aveva più volte incitato alla crociata per la riconquista della Terra santa e per rimediare ai fallimenti della seconda e della terza crociata. Contrariamente ai casi precedenti, questa crociata non avrebbe dovuto essere sotto il controllo della nobiltà secolare, ma direttamente sotto l'autorità del Pontefice. Innocenzo pianificò l'invasione dell'Egitto dal mare e l'occupazione del delta del Nilo come base per la conquista della Palestina.
Questi piani sembravano ricevere poco entusiasmo in Europa, ma a partire dal 1200 una consistente armata di circa trentacinquemila uomini prese ad assembrarsi sotto il comando di Bonifacio del Monferrato. Innocenzo e i crociati negoziarono quindi con il Ducato di Venezia, la principale potenza marittima del Mediterraneo orientale, l'allestimento di una flotta da guerra per il trasporto in Oriente, da pagarsi al momento della partenza. Per il trasporto dei circa trentacinquemila uomini, con i loro bagagli e gli animali, Venezia chiese il pagamento di 85000 marchi d'argento. Nonostante gli enormi investimenti disposti dai Veneziani per l'allestimento della flotta, al momento della partenza si presentarono solo dodicimila uomini e i crociati furono in grado di pagare solo 51000 marchi d'argento.
Mentre una parte dei pellegrini abbandonava l'impresa, oppure decideva di tentare la via di terra, il capo dei crociati, Bonifacio I del Monferrato, negoziò un compromesso con il doge Enrico Dandolo: i veneziani avrebbero partecipato all'impresa e il doge stesso avrebbe assunto il comando della spedizione. Il pagamento dei rimanenti 34000 marchi sarebbe stato posticipato al momento in cui sarebbero stati disponibili i frutti dei successivi saccheggi.
Lo storico e scrittore veneziano Alvise Zorzi afferma che la riconquista di Zara non fu pattuita già dall'inizio, ma che era, per così dire, solo latente. Il proposito di riconquistare Zara prese concreta forma durante il viaggio, come logica necessità per una flotta così "pesante". Nonostante una parte dei crociati si rifiutasse di aderire alla proposta veneziana, la maggioranza accettò, nonostante le proteste del papa, giustificando l'atto come un male necessario pur di conseguire la conquista di Gerusalemme.

## L'attacco

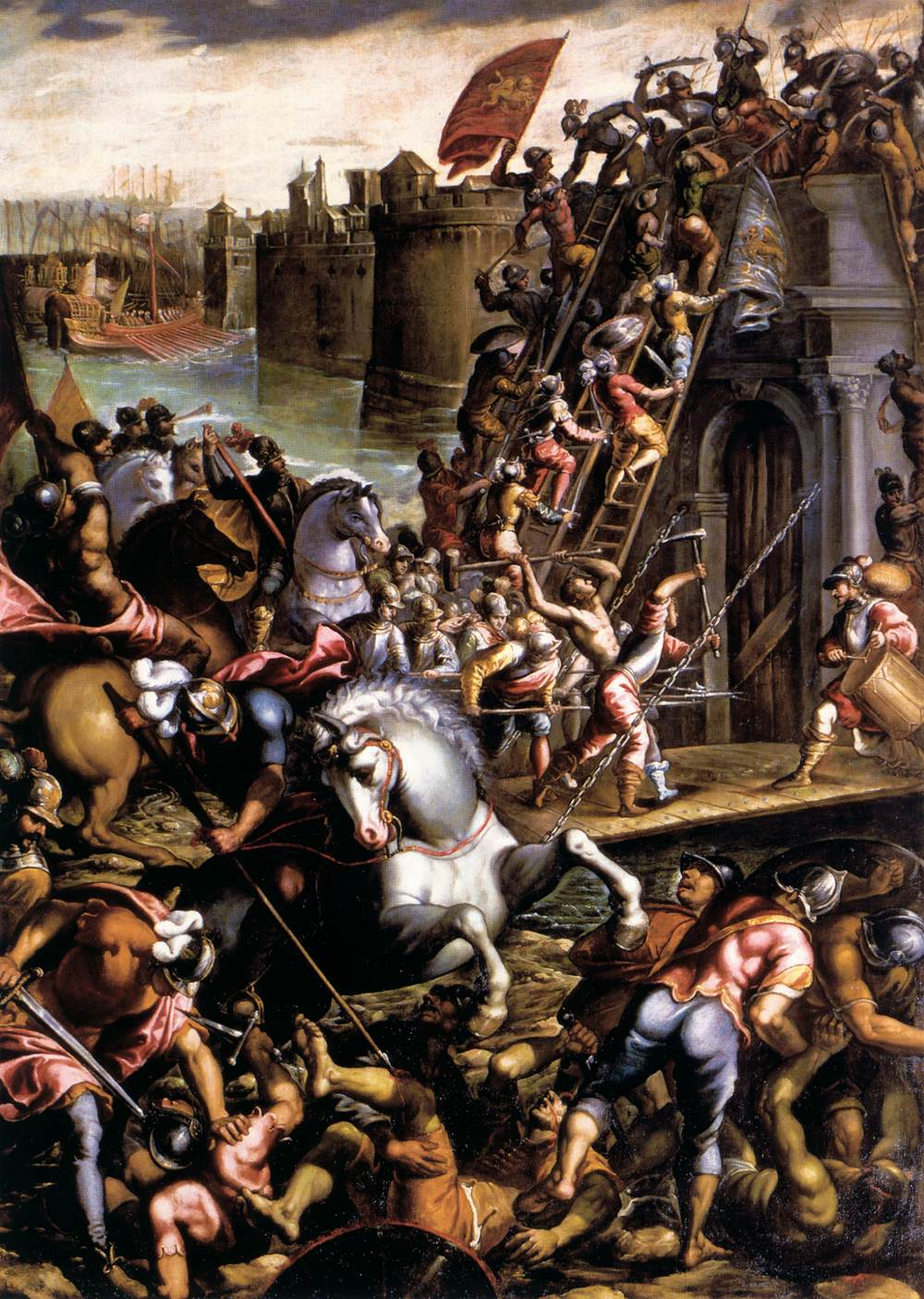
L'assedio di Zara, di Andrea Vicentino (1539-1614)

Salpata l'8 ottobre 1202, la flotta era forte di quasi 370 navi: settanta navi tonde da trasporto, centoventi arsilii per il trasporto dei cavalli, centoventisette galee per il trasporto dei crociati e cinquanta galee da guerra veneziane. La guidava in persona il doge Enrico Dandolo, affiancato dagli ammiragli Vitale Dandolo e Gabriele Soranzo.
Dopo aver attaccato e sottomesso Trieste, il 10 novembre l'armata veneto-crociata iniziò l'attacco su Zara, dopo il rifiuto da parte degli zaratini di concedere uno scalo temporaneo nel porto. La città di Zara, in Dalmazia, si era ribellata nel 1183 all'autorità veneziana e si era posta sotto la protezione di Emerico d'Ungheria. La città aveva ricevuto il sostegno di una forte guarnigione ungherese, mentre il porto era protetto da catene e pali, ma la flotta superò le difese e iniziò lo sbarco delle truppe e l'assedio.
Gli zaratini inviarono ambasciatori, ma l'intervento di Guido di Vaux, abate dell'Ordine cistercense, che annunciò la proibizione per bolla pontificia all'attacco, li convinse a perseverare nella resistenza. La città venne bombardata da terra e dal mare con macchine d'assedio e, dopo cinque giorni dovette arrendersi. Era il 23 novembre.

## Epilogo

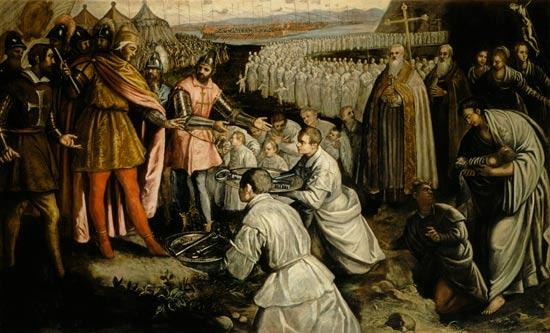
La Resa di Zara, Domenico Tintoretto

Zara fu occupata, ma presto, appena tre giorni dopo l'ingresso in città, insorsero scontri tra i veneziani e i crociati francesi, che arrivarono a fronteggiarsi con le armi. Poi, una volta quietati gli animi, giunse la notizia che Innocenzo III aveva lanciato la scomunica sull'intera crociata e su Venezia per aver attaccato sotto le insegne della croce una città cattolica. Di fronte alle dimostrazioni di pentimento dei crociati il pontefice concesse il suo perdono, chiedendo però di muovere con risoluzione alla volta di Gerusalemme.
I piani di Innocenzo III vennero però ancora una volta intralciati. Giunsero infatti dalla Germania gli ambasciatori di Filippo di Svevia, re d'Italia e di Germania e del principe bizantino Alessio Angelo, cognato di Filippo e figlio del deposto basileus Isacco II. Alessio chiedeva aiuto contro l'usurpatore Alessio III nella conquista del trono, promettendo in cambio di mantenere per un anno l'intera armata crociata, di pagare duecentomila marchi d'argento, di unirsi alla stessa crociata con diecimila uomini e di riunificare la Chiesa ortodossa con la Chiesa latina. Da questo episodio scaturì una nuova deviazione della crociata, che si concluse, dopo alterne vicende, due anni dopo con la conquista di Costantinopoli e la creazione dell'Impero latino di Costantinopoli.